# Болівійський метелик
Mikrogeophagus altispinosus — це ендемічний вид риб з басейну річки Амазонки, басейнів річок Бразилії та Болівії.
Види є частиною родини цихлід і входить в підродину Geophaginae.
Це популярні акваріумні риби, що відома під торговими назвами: болівійський метелик, цихліда з рубіновою короною.

## Поширення
Цей вид зустрічається в м'якій, кислій теплій воді басейнів річок Маморе і Гуапор́е в Болівії і Бразилії.
Одна із морф М. altispinosus, відома акваріумістам як Mikrogeophagus sp. «Zweifleck/Two-patch», знайдена в верхній Ріо Гуапор́е в Бразилії

## Опис

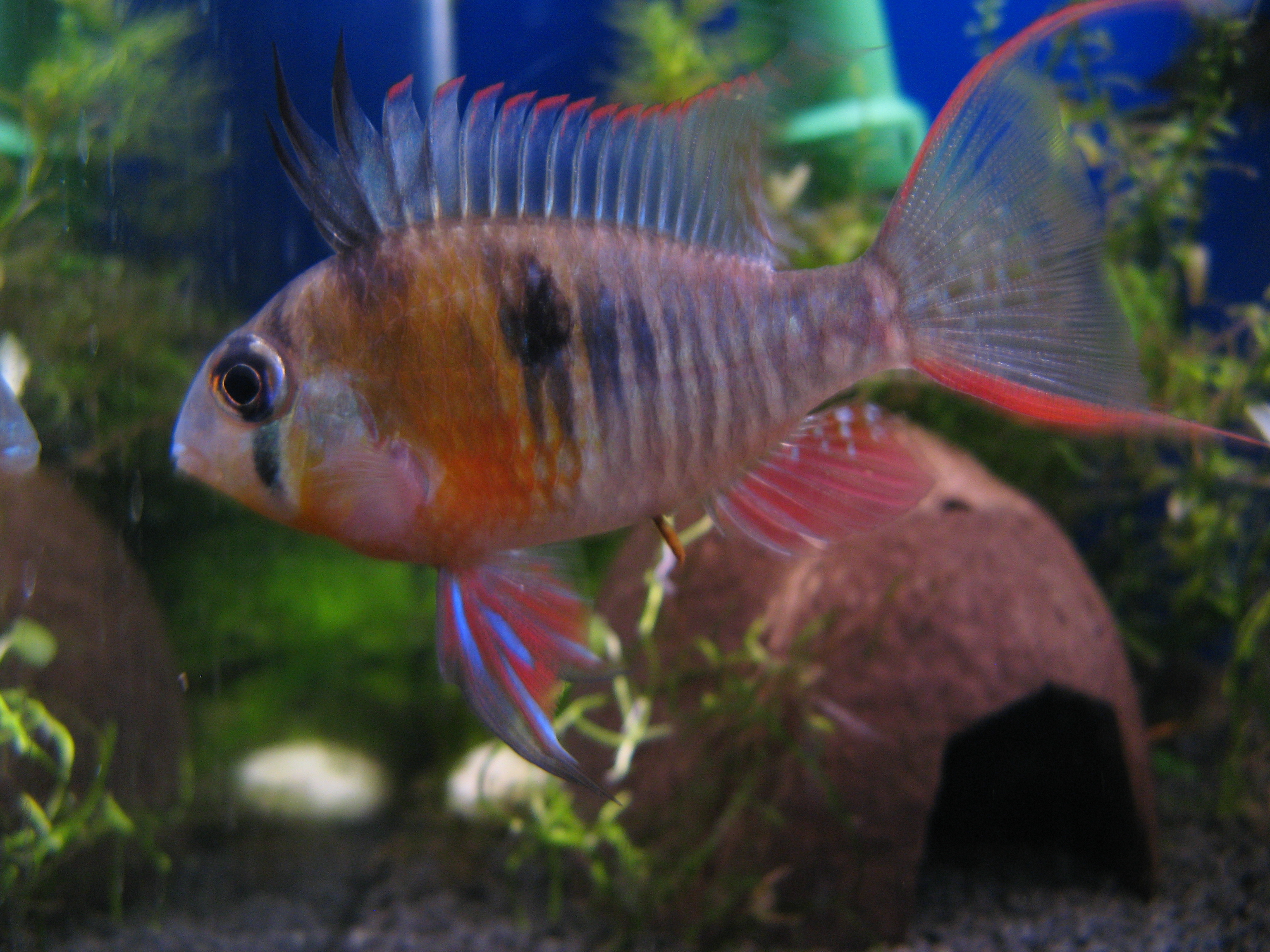
Самець болівійського метелика

Цей вид схожий на більшість геофагових цихлід.
Найбільший розмір сягає близько 8 см.
Голова і передня половина тіла жовті, переходять до олівково-сірого ззаду.
Є вертикальна чорна смуга через очі, і шість непримітних поперечні смуг вздовж тіла, третя смуга темніша в центрі.
Перші кілька променів спинного плавника є чорні.
Анальний і тазові плавці мають той же відтінок червоного, і додатково яскраві сині промені і точки.
Цей вид має обмежений статевий диморфизм, зрілих самці трохи більші.

## Розмноження
Болівійський метелики належать до цихлід, що відкладають ікру на відкритий субстрат.
Після залицянь, самка відкладає приблизно 100—200 ікринок коричневого кольору на підготовлену поверхню, як правило, на плоский камінь.
Ікра відкладається лініями, самка кладе один рядок, самець проходить над ним і запліднює ікру, самка потім продовжує класти наступний рядок, і так далі.
В акваріумах за температури 27 °C ікра розвивається близько 60 годин.
Протягом цього часу, самка проявляє турботу за ікрою і, часто, додає пісок, щоб, можливо, замаскувати ікру.
Новонароджені личинки переміщуються в роті батьками в неглибокі ямки вириті з боку самцем під час залицяння. Мальки починають вільно плавати через 7 днів.